# Рунное (Чечня)
Ру́нное — посёлок в Шелковском районе Чеченской Республики. Входит в Бурунское сельское поселение.

## География
Расположен на северо-западе от районного центра станицы Шелковской, в пределах государственного биологического заказника «Степной». Наряду с посёлком Песчаное и хутором Корнеев (Наурский район), расположенными западнее, является самым северным населённым пунктом Чечни.
Ближайшие населённые пункты: на севере — село Кумли (Дагестан), на юго-западе — посёлок Зелёное и село Бурунское, на западе — посёлок Песчаное, на северо-западе — село Карасу (Дагестан), на северо-востоке — село Арсланбек и посёлок Иммунный (Дагестан), на юго-востоке — село Сары-Су, посёлок Восход и посёлок Мирный.

## История
В 1977 году Указом Президиума ВС РСФСР посёлок ОТФ № 2 госплемовцезавода «Шелковский» переименован в село Рунное.
12 сентября 1999 года, в период перед началом наземной операции в ходе Второй чеченской войны, село было подвергнуто бомбардировке с воздуха силами федеральной авиации. Как выяснилось впоследствии, налёт на Рунное был совершён по ошибке и стал результатом дезинформации — сведения о нахождении в селе боевиков оказались неверны, поскольку их силы концентрировались гораздо южнее, в станицах Шелковского района.
В результате ракетно-бомбового удара погибло пятеро местных жителей (три женщины и два ребёнка), были разрушены все жилые дома и хозяйственные постройки села (около трёх десятков хозяйств); всего по селу было выпущено около 70 неуправляемых ракет и бомб. Уцелевшие жители (104 человека) пешком перешли границу и вышли в ближайшее село Кумли в Ногайском районе Дагестана. Впоследствии они разместились у родственников, знакомых и во временных лагерях для беженцев в Ногайском районе. Остатки построек села были разрушены военными федеральных войск во избежание их использования боевиками в качестве укрытия.
В конце марта 2011 года Европейский суд по правам человека в Страсбурге вынес решение по жалобе 27 человек, живших или находившихся в селе в момент бомбардировки и потерявших в ходе неё своих родных. Суд постановил, что имело место неизбирательное применение силы, при этом тщательное расследование гибели мирных жителей не было проведено, а также признал, что у заявителей не было возможности на национальном уровне восстановить свои права. В итоге, по постановлению суда, Российская Федерация обязана выплатить 27 заявителям в совокупности почти 1,5 млн евро в качестве возмещения морального и материального ущерба.

## Население
| 1990 | 2002 | 2010 |
| ---- | ---- | ---- |
| 361  | ↘42  | ↘5   |

По состоянию на момент проведения переписи 2002 года, в селе было формально зарегистрировано 42 жителя (22 мужчины и 20 женщин), 72 % из них составляли чеченцы. Фактически в Рунном постоянно проживало значительно меньше людей (см. выше), что впоследствии было зафиксировано в статистике администрации Шелковского района и в результатах переписи 2010 года.